# Hans-Georg Gadamer
Hans-Georg Gadamer (n. 11 februarie 1900, Marburg, Imperiul German – d. 13 martie 2002, Heidelberg, Germania) a fost un filozof german cunoscut în special pentru opera sa monumentală (magnum opus) Adevăr și metodă (Wahrheit und Methode) din 1960. Este unul dintre cei mai importanți hermeneuți ai secolului al XX-lea. Preocupat de reabilitarea „filosofiei practice”, a fost preocupat în scrierile sale de fenomenul comprehensiunii, care nu trebuie înțeles doar ca simplu act subiectiv, ci ca inserție într-un proces mai amplu, în care prezentul se intersectează fără încetare cu trecutul.

## Viața
Gadamer s-a născut în Marburg, Germania. Era fiul unui profesor de chimie care va deveni mai târziu rectorul universității din acest oraș. Gadamer a rezistat dorinței tatălui său de a studia științele naturii și a fost mai interesat de umanistică. A crescut în orașul Breslau under Hönigswald, dar s-a mutat înapoi în Marburg unde a studiat cu filosofii Neo-Kantieni Paul Natorp si Nicolai Hartmann. Și-a dat licența în filozofie în 1922.
Imediat după aceasta, Gadamer a vizitat Freiburgul și a început să studieze cu Martin Heidegger, care era în acea perioadă în primii săi ani de profesorat. Gadamer făcea parte dintr-un grup în care îi avea colegi pe Leo Strauss, Karl Löwith, și Hannah Arendt. Cu timpul s-a apropiat de Heidegger, și când acesta a obținut un nou post la Marburg, Gadamer l-a urmat acolo. Influența lui Heidegger i-a inspirat lui Gadamer gândul despărțirii de școala neokantiană din care făcuse parte alături de Natorp și Hartmann.
Gadamer a devenit profesor habilitat în 1929 și și-a petrecut cea mai mare parte a anilor 30 predând la universitatea din Marburg. Spre deosebire de Heidegger, Gadamer era un anti-nazist convins, cu toate că nu a avut nici o activitate politică în timpul celui de-al Treilea Reich. Nu a obținut nici o slujbă plătită în aceea epocă și nu intrat în partidul Național Socialist. Spre sfârșitul războiului a fost mutat la Universitatea din Leipzig. În 1946, deoarece forțele de ocupație americane l-au declarat „curat”, a fost numit rector la această universitate. Faptul că Estul Germaniei se îndrepta spre comunism l-a determinat să se retragă în Germania de Vest, Inițial a acceptat o catedră la Universitatea din Frankfurt pe Main și apoi a devenit succesor al lui Karl Jaspers în Heidelberg în 1949. A rămas aici, pe poziție de profesor emerit, până la moartea sa în 2002.
În acest timp și-a completat opera sa capitală, un veritabil magnum opus Adevăr și metodă  (în 1960) și s-a angajat în faimoasa sa polemică cu Jürgen Habermas pe tema posibilității de a transcende istoria și cultura pentru a-ți găsi o poziție obiectivă de pe care să evaluezi societatea. Dezbaterea s-a încheiat fără rezultat dar a condus la prietenia dintre cei doi. Chiar Gadamer i-a obținut lui Habermas primul post de profesor la Heidelberg. O altă încercare de dialog cu Jacques Derrida s-a încheiat fără vreo concluzie, deoarece cei doi nu aveau niciun element în comun în teoriile lor. După moartea lui Gadamer, Derrida a recunoscut că imposibilitatea de a dialoga cu Gadamer constituie cel mai mare eșec al carierei sale de filosof și i-a adus într-un necrolog omagiul său celui dispărut.

## Legături externe
- Hans-Georg Gadamer at Stanford Encyclopedia of Philosophy
- Hans-Georg Gadamer website Arhivat în 8 aprilie 2006, la Wayback Machine.
- Chronology (in German) Arhivat în 19 decembrie 2012, la Archive.is
- Works by Gadamer Arhivat în 19 decembrie 2012, la Archive.is